# 海德 (公司)
海德（英語：Head Sport GmbH），總部位於奧地利肯訥爾巴赫，是國際體育用品品牌，生產各種各樣的產品，包括滑雪、游泳、網球等運動的體育器材。

## 歷史

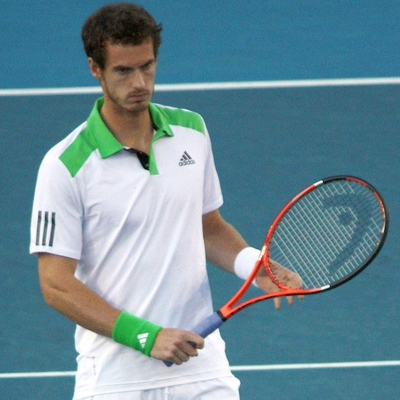
網球拍

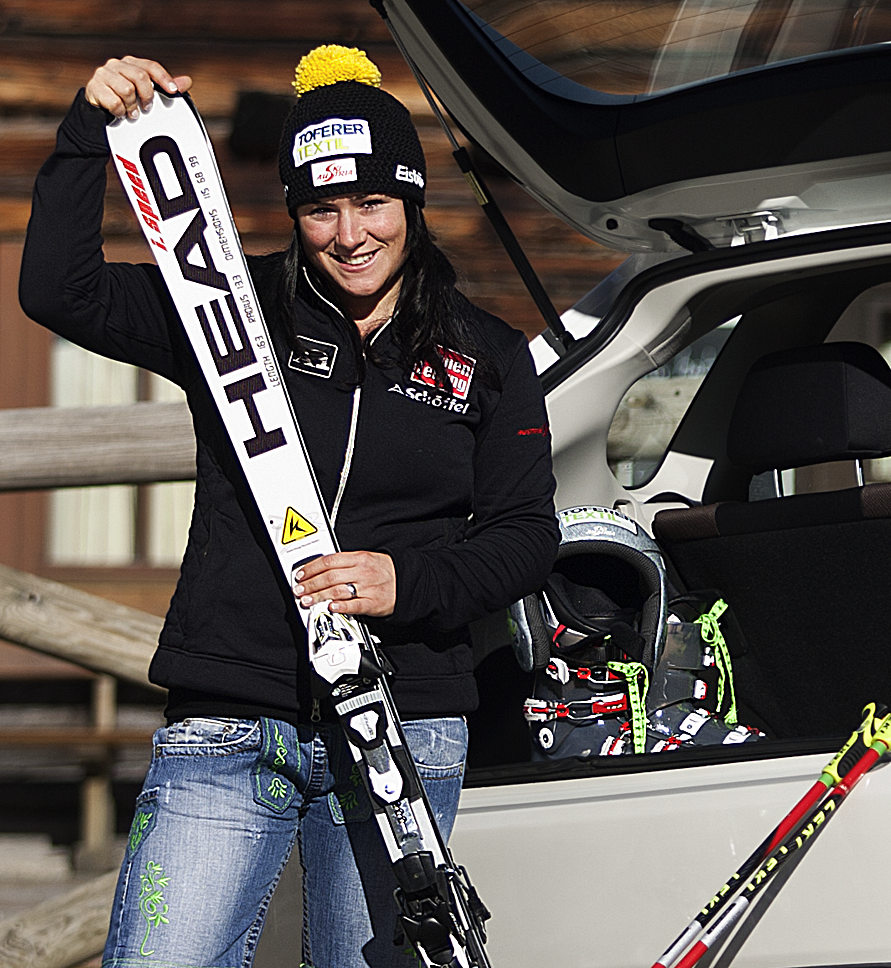
滑雪板

航空工程師霍華德·海德在滑雪期間，對滑雪板依然以木材製成感覺到驚訝，於是在美國馬利蘭州巴爾的摩創立了海德公司。在1950年冬季，終於成功研發出以鋁材和塑料層板壓成的滑雪板「海德標準」。該滑雪板令滑雪轉向得到戲劇性的改進。海德標準的銷售於1950年代直線上升，至1960年代已穩佔過半的市場，使海德成為英美最大的滑雪板製造商。
1969年，霍華德將公司售予美國機械鑄造廠，並開始學打網球。及後，他買下了王子體育的控制股權。

## 外部連結
- 官方网站